# Kalligundi, Nagamangala
Kalligundi là một làng thuộc tehsil Nagamangala, huyện Mandya, bang Karnataka, Ấn Độ.